# COFF
Common Object File Format (zkratkou COFF, anglicky doslova Obecný formát objektových souborů) je binární souborový formát pro objektové soubory, spustitelné soubory a sdílené knihovny používaný na un*xových operačních systémech. Byl zaveden v rámci verze UNIX System V v roce 1983, aby nahradil starší formát a.out. Naopak z COFFu vychází rozšíření XCOFF (používané v operačním systému AIX), rozšíření ECOFF (používané v OS Ultrix, Tru64, IRIX a v Linuxu na platformě MIPS) a rozšíření PE (používané v Microsoft Windows). Na většině un*xových operačních systémů jej ale postupně nahradil formát ELF zavedený v System V Release 4.0 v roce 1988.